# Drachma (Einheit)
Drachm war ein polnisches Gewichtsmaß und ist als Handelsgewicht allgemein angepasst an das alte Maß Drachme.
- 1 Drachm = ¼ Lutow/Lot = ⅛ Uncye/Unze = 1/128 Funt/Pfund = 3 3/20 Gramm
- 1 Drachm = 3 Skrupulos = 24 Granow = 132 Granikow = 65 37/40 Aß (holländ. = 0,048 Gramm) = 3,1644 Gramm